# Orquesta Sinfónica de Houston
La Orquesta Sinfónica de Houston (en inglés: Houston Symphony) es una agrupación orquestal estadounidense con sede en Houston, Texas. Desde 1966 la orquesta tiene su base en la sala Jesse H. Jones Hall for the Performing Arts ubicada en el centro urbano de Houston.

## Historia
El primer concierto de la formación que se convertiría en la Orquesta Sinfónica de Houston tuvo lugar el 21 de junio de 1913, patrocinado por la filántropa de Houston Ima Hogg. En sus orígenes la orquesta estaba compuesta solamente por 35 músicos a tiempo parcial. A pesar de su pequeño tamaño y presupuesto, la orquesta y su primer director Julien Paul Blitz obtuvieron una buena respuesta del público y continuaron trabajando. Blitz dirigió la orquesta hasta 1916, sucediéndole Paul Bergé hasta que la orquesta se deshizo en 1918.
La orquesta fue refundada en 1930, todavía como formación semi-profesional, y tocó su primera temporada de conciertos el año siguiente dirigida por Uriel Nespoli. Durante la primavera de 1936 la orquesta se convirtió oficialmente en Sociedad Sinfónica de Houston, Houston Symphony Society. El director Ernst Hoffmann inició su periodo al frente de la orquesta en ese mismo año, con mayor apoyo de la Sociedad, empezando la contratación de músicos profesionales. La orquesta continuó su crecimiento y consolidación como orquesta estable y de calidad a lo largo de las décadas siguientes, contando ya con directores de talla internacional como Ferenc Fricsay, Leopold Stokowski, John Barbirolli, André Previn, llegando en 1971 a firmar su primer contrato para 52 semanas al año.
Cuando el director Leopold Stokowski invitó a la célebre cantante de ópera afrodescendiente Shirley Verrett a cantar con la Sinfónica de Houston a principios de 1960, se vio obligado a anular su invitación cuando la junta de la orquesta se negó a aceptar un solista negro. Stokowski más tarde pudo enmendarlo ofreciéndole una cita de prestigio con la Orquesta de Filadelfia.
La orquesta tocaba tanto en el City Auditorium como en el Music Hall, hasta la finalización en 1966 de la construcción de la sala de conciertos Jesse H. Jones Hall for the Performing Arts. En 2001 la orquesta perdió instrumentos musicales valorados en millones de dólares, partituras, música grabada y archivos cuando la tormenta tropical Allison inundó los sótanos del edificio. En 2003 los músicos fueron a la huelga durante 24 días por reclamaciones salariales. El acuerdo que dio fin a la misma requirió un ajuste en los sueldos de los músicos y en el tamaño de la orquesta
Hans Graf fue el director musical de la orquesta desde 2001 hasta 2013, siendo este el mandato más largo de cualquier director musical en esta orquesta. En septiembre de 2009 la orquesta anunció la conclusión de su mandato terminaría a finales de la temporada 2012-2013, en la que Graf tomó el título de director honorario de la formación orquesta .
En octubre de 2012 Andrés Orozco-Estrada hizo su primera aparición como director invitado con la orquesta. Esta aparición dio lugar a una contrato de vuelta con la orquesta, para un ensayo privado. En enero de 2013 la orquesta anunció el nombramiento de Orozco-Estrada como su nuevo director musical, a partir de la temporada 2014-2015, con un contrato inicial de cinco años y doce semanas de apariciones por temporada. Obtuvo el título de director musical designado para la temporada 2013-2014.

## Directores
- Julien Paul Blitz (1913–1916)
- Paul Bergé (1916–1918)

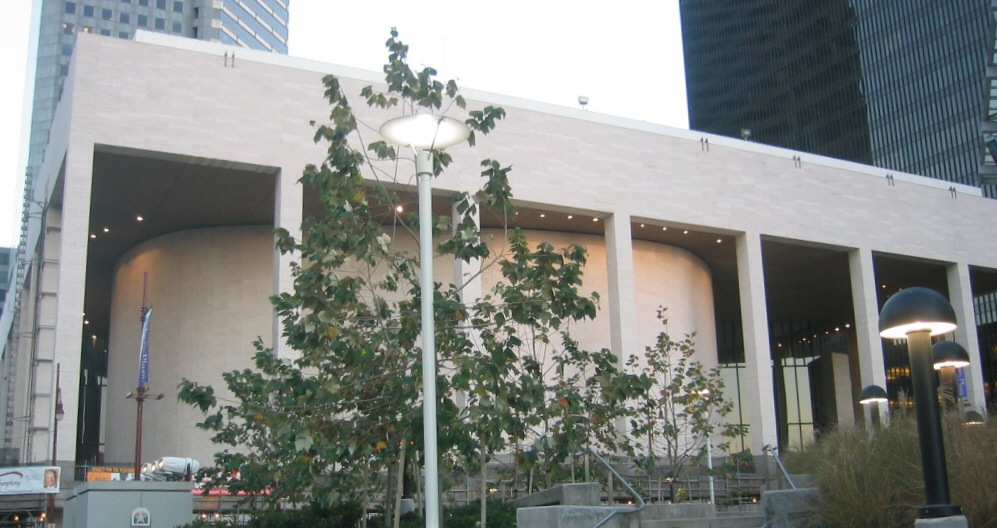
Jones Hall, sede de la Orquesta Sinfónica de Houston.

- Periodo durante el que la orquesta estuvo disuelta (1918–1930)
- Uriel Nespoli (1931–1932)
- Frank St. Leger (1932–1935)
- Ernst Hoffmann (1936–1947)
- Efrem Kurtz (1948–1954)
- Ferenc Fricsay  (1954-1955) dimitió a mitad de la temporada
- Leopold Stokowski (1955–1961)
- John Barbirolli (1961–1967)
- André Previn (1967–1969)
- Lawrence Foster (1971–1979)
- Sergiu Comissiona (1980–1988)
- Christoph Eschenbach (1988–1999)
- Hans Graf (2001–2013)
- Andrés Orozco-Estrada (2014– )

## Músicos destacados
- Arlene Weiss Alda, clarinete asistente principal 1956–1957[5]
- James Austin, trompeta principal (1960-1977)
- Edward Carroll, trompeta asociado principal (1975–1976)
- Wayne Crouse, viola principal (1951–1983)
- Paul Ellison, contrabajo principal (1964–1987)
- Frank Huang, violín concertino (2010–presente)
- Benjamin Kamins, fagot principal (1981-2003)
- Hal Robinson, contrabajo asistente principal (1977–1985)
- Elaine Shaffer, flauta principal (1948–1953)
- Joseph Silverstein, violín (1950–1953)
- William VerMeulen, trompa principal (1990–presente)
- John McLaughlin Williams, violín
- Harold Wright, clarinete (c. 1949–1952)